# Isländischer Physiologus

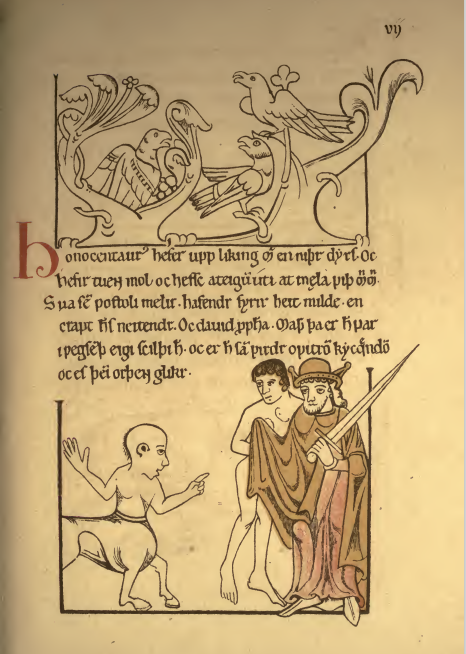
Bild des „Onozentauren“

Der Isländische Physiologus ist eine altisländische Übertragung des (griechischen) Physiologus, eines Naturgeschichtsbuchs des 4. Jahrhunderts, ins Altnordische des hochmittelalterlichen auslaufenden 12. Jahrhunderts und ist die älteste durchgehende Buchillustration in der altisländischen Literatur.
Die Überlieferungsgeschichte des Werkes geht von der griechischen Vorlage über etliche Übertragungen und Abfassungen in Latein, die die Grundlage für die weiteren europäischen volkssprachlichen Übertragungen sind. Die frühmittelalterliche altenglische Version ist die direkte Vorlage für den Isländische Physiologus jedoch ist dieser nur fragmentarisch in zwei Handschriften als Kopien einer gemeinsamen älteren Vorlage (AM 673 a. 4to I–II) überliefert. Datiert werden die Handschriften um das Jahr 1200 n. Chr. Orthografie-Untersuchungen der Fragmente lassen darauf schließen, dass das Original um Jahrzehnte vor diesen, innerhalb des 12. Jahrhunderts erstellt wurde.
Von historischer Bedeutung sind die Illustrationen, die dem Texte beigefügt sind und nach Jan de Vries ein Beweis dafür sind, dass man schon im 12. Jahrhundert auf Island illuminierte Handschriften anfertigte. Des Weiteren führt de Vries aus, dass es daher möglich sei, dass weitere Bücher um 1200 illustriert waren, obgleich keines überliefert wurde.
In der Zeit um 1200 prägte sich in der isländischen Literatur die gelehrte Wissensliteratur aus, wie sie später beispielhaft in der Hauksbók gesammelt ist. Diese Literaturen erklärten die Welt und Natur im christlichen-kirchlichen Kontext mit der Heiligen Schrift als Referenz (Schöpfungsgeschichte der Genesis und weiteren alttestamentlichen Passagen). Im Wesentlichen wird so auch im Physiologus dieses Konzept weitergeführt und inhaltlich nach den Physiologus-Vorlagen kurze Beschreibungen einiger Fabelwesen- und Tiere geschildert und mit Nutzanwendungen und christlichen Lehrsätzen kommentiert.
„Eine Ziege ist ein Tier, das die Griechen dorcas nennen und das auf lateinisch cafra heißt.
Salomo sagt, dass sie die höchsten Felsen liebt und in Gebirgstälern wohnt;
sie hat so scharfe Augen, dass sie die Menschen in andern Gegenden sehen kann
und unterscheidet, ob sie Pilger oder Jäger sind.
So liebt auch unser Herr Jesus Christus die höchsten Felsen,
das sind die Patriarchen, Apostel und alle Heiligen.“
In den Kommentierungen erscheinen jedoch Ergänzungen zu den Vorlagen, wie beispielsweise bei der Beschreibung des „Onozentauren“, ein Wesen im Gegensatz zum antiken Centauren aus mittelalterlichen Bestarien, das als eine Mischung aus Esel und Mensch dargestellt wird: „Réttor skal góðr maðr aller hluti ávalt, hvárt sem er auðigri eða snauðr“ – „Gute Männer, sowohl reiche als auch arme, immer aufrichtig sein müssen“. Diese Ergänzungen des Übersetzungsprozesses erweitert Schriftzitate, die die Neigung des Onozentaur zur Lüge stützen.